# HMS Terror (1813)
Pour les autres navires du même nom, voir HMS Terror.
Le HMS Terror de 1813 est une bombarde conçue par Henry Peake et construite par la Royal Navy dans le chantier naval de Davy à Topsham dans le comté du Devon. Le navire, répertorié selon les sources comme étant soit de 326 ou de 340 tonnes, transportait deux mortiers, un de 13 pouces et l'autre de 10 pouces.

## Carrière militaire
Le Terror participa à la guerre de 1812 contre les États-Unis. Sous le commandement de John Sheridan, il a pris part aux bombardements de Stonington dans le Connecticut du 9 août au 12 août 1814, et de Fort McHenry au cours de la bataille de Baltimore du 13 septembre au 14 septembre 1814. Cette bataille inspira à Francis Scott Key le texte du poème The Star-Spangled Banner qui, mis en musique, devint l'hymne national des États-Unis. En janvier 1815, toujours sous le commandement de Sheridan, le Terror a été impliqué dans l'attaque de St. Marys en Géorgie.

## Carrière scientifique

### Arctique
En 1836, le commandement du Terror a été donné à George Back pour une expédition dans la partie nord de la baie d'Hudson, avec des plans pour traverser la péninsule de Melville à pied et explorer sa rive opposée. Le Terror a été bloqué dans les glaces pendant 10 mois. Au printemps 1837, une rencontre avec un iceberg a endommagé le navire. Le navire allait couler lorsque Back réussit à l'échouer sur une côte irlandaise à Lough Swilly.

### Antarctique

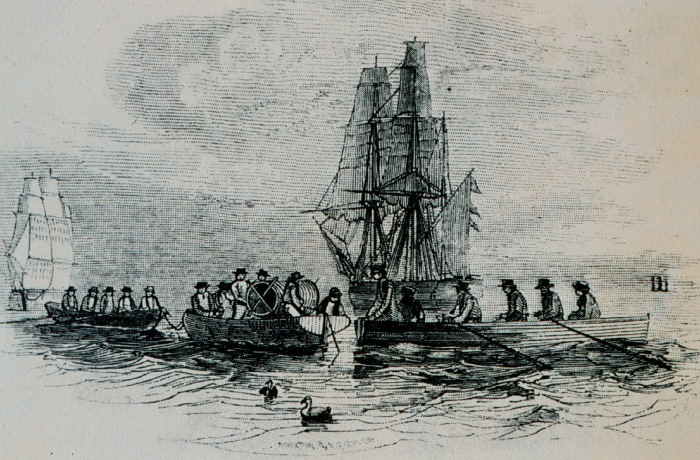
L' et le HMS Terror lors de l'expédition scientifique de Ross entre 1839 à 1843.

Le Terror a été réparé et affecté à un prochain voyage vers l'Antarctique en compagnie de HMS Erebus sous le commandement de James Clark Ross. Francis Crozier a été nommé commandant du Terror lors de cette expédition, qui a duré trois années de 1839 à 1843. Le mont Terror sur l'île de Ross, découvert lors de l'expédition, a été nommé selon le navire.

### De nouveau l'Arctique
L'HMS Erebus et le HMS Terror furent tous deux équipés d'une machine à vapeur de 20 chevaux et d'un renforcement en fer pour la coque pour leur prochain voyage vers l'Arctique avec John Franklin. Le commandement du Terror fut de nouveau donné à Crozier. L'expédition a reçu l'ordre de rassembler des données sur le magnétisme dans l'Arctique canadien et de tenter une traversée du passage du Nord-Ouest.
Les navires ont été vus pour la dernière fois entrant en mer de Baffin en août 1845. La disparition de l'expédition Franklin déclencha un énorme effort de recherche dans l'Arctique. Une série d'expéditions entre 1848 et 1866 permit de connaître le sort des navires. Bloqués par la glace, ils furent abandonnés. Leurs équipages sont morts de froid ou de faim, en essayant de rejoindre par la terre le Sud. Les expéditions ultérieures ont aussi révélé, en particulier par l'autopsie de membres des équipages, que leurs rations, des conserves mal préparées, auraient pu être la cause de saturnisme ou de botulisme.

## Découverte de l'épave
Le 9 septembre 2014, le gouvernement canadien affirme qu'une expédition a localisé l'épave d'un des deux navires de l'expédition Franklin, et présente des images filmées par un robot sous-marin. Il s'agit du HMS Erebus, retrouvé dans la baie de Wilmot et Crampton[réf. souhaitée], au nord du Nunavut. Le HMS Terror est retrouvé par l'Arctic Research Foundation en 2016. L'épave gît par 24 mètres de fond au sud-ouest de l'île du Roi-Guillaume, environ 100 kilomètres au Nord de l'Erebus. L'état de l'épave suggère que le navire a été fermé et abandonné par l'équipage qui a ensuite tenté de redescendre au Sud avec l'Erebus. D'autres images de l'épave sont obtenues en 2019.